# Rostarzewo

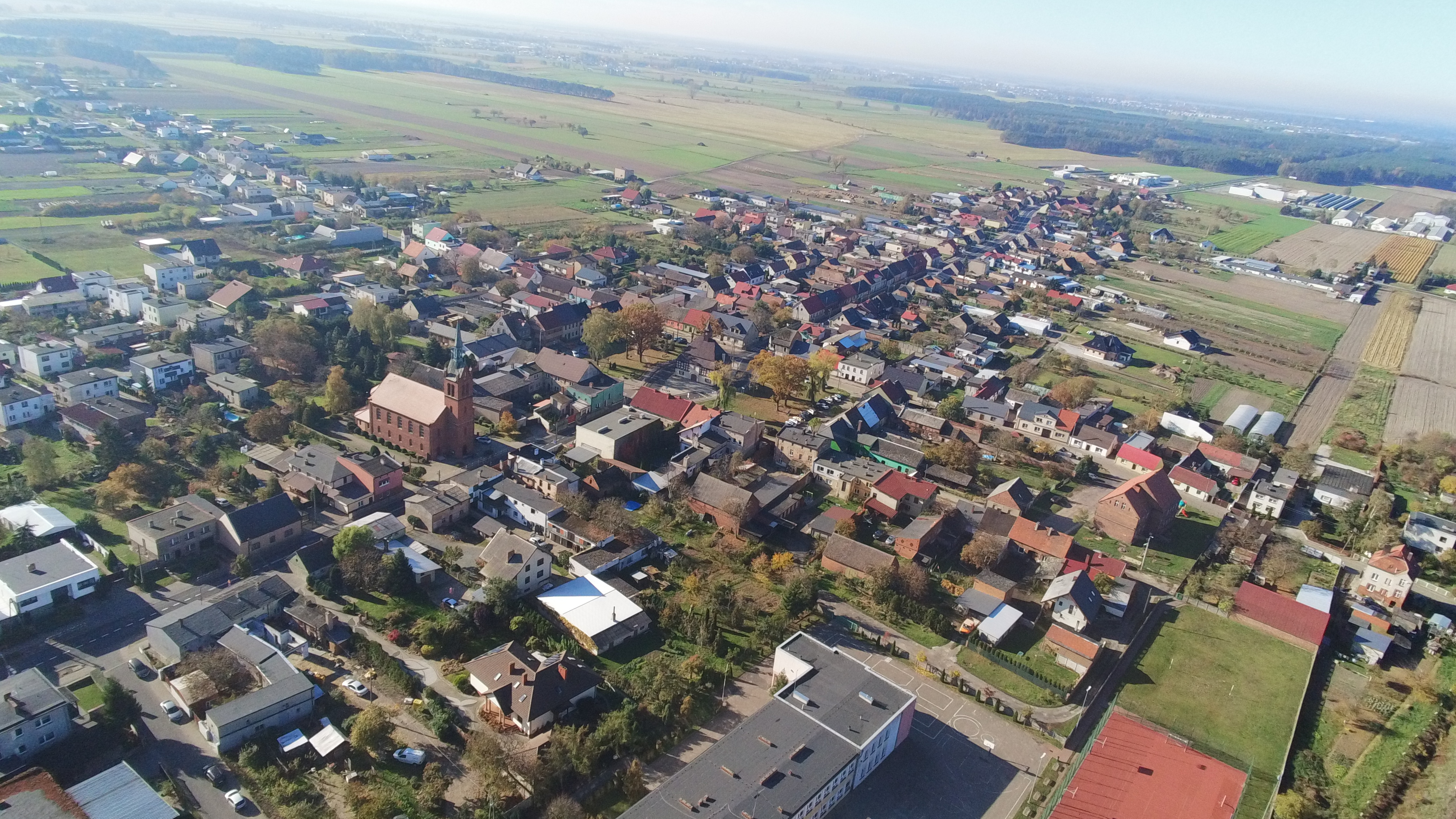
Stadtpanorama

Rostarzewo (deutsch: Rothenburg an der Obra, bis 1897 Rostarschewo) ist ein Dorf in Polens Woiwodschaft Großpolen, im Powiat Grodziski, in der Gemeinde Rakoniewice. Von 1752 bis 1934 hatte Rostarzewo die Stadtrechte. Zu den Sehenswürdigkeiten des Ortes gehören das ehemalige Rathaus und zwei Kirchen.

## Geographische Lage

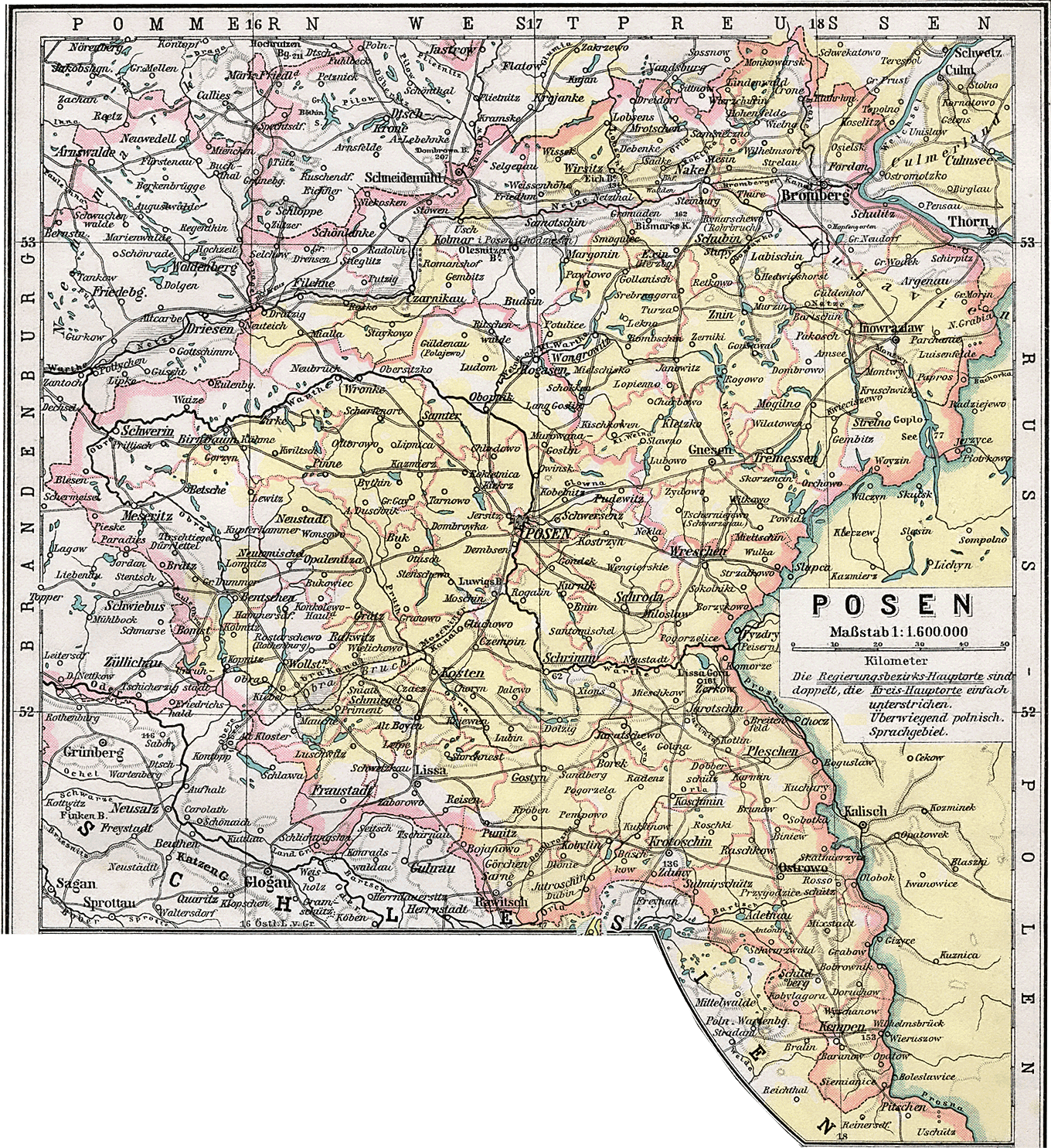
Rostarschewo (Rothenburg) südöstlich der Stadt Bentschen und südwestlich der Stadt Posen auf einer Landkarte der Provinz Posen von 1905 (gelb markierte Flächen kennzeichnen Gebiete mit seinerzeit mehrheitlich polnischsprachiger Bevölkerung).

Der Ort liegt in der historischen Region Großpolen, 16 Kilometer südwestlich von Grodzisk Wielkopolski (Grätz) und 58 Kilometer südwestlich der Stadt Posen.

## Geschichte

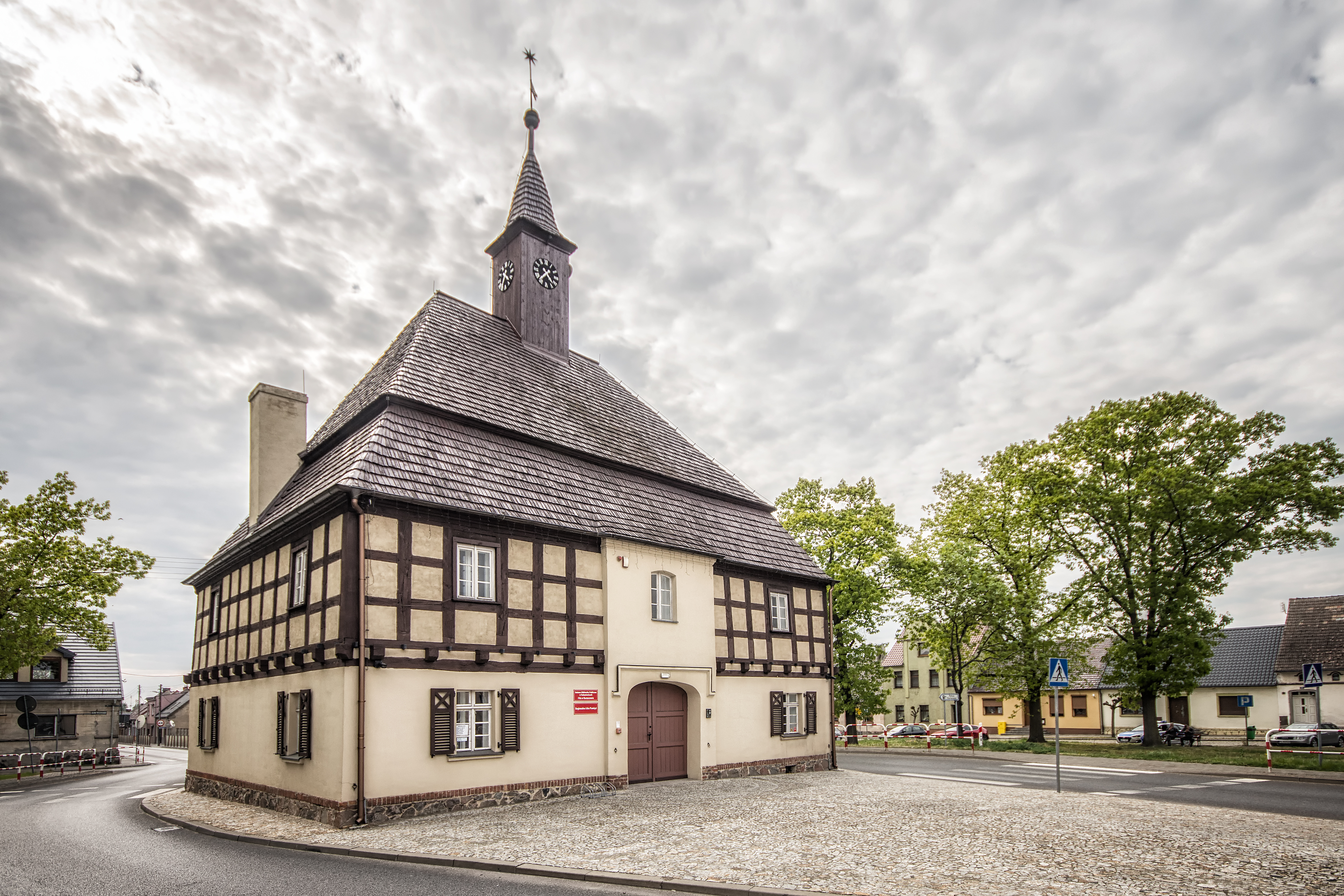
Rathaus in Rostarzewo nach der Renovierung

Das Dorf Rostarzewo wurde 1379 erstmals erwähnt. Im Großen Nordischen Krieg zwischen (1700–1721) wurde es zerstört. 1746 wurde der wüste Ort zur Hauländerei erklärt und durch deutsche protestantische Siedler aus Schlesien an anderer Stelle neu errichtet. 1752 folgte die Erhebung zur Stadt nach Magdeburger Recht. Aus dieser Zeit stammt auch die erstmalige deutsche Bezeichnung Rothenburg.
1793 fiel die Stadt durch die zweite Teilung Polens an das Königreich Preußen und wurde in den Landkreis Bomst eingegliedert. 1905 hatte die Stadt 1.187 Einwohner. Davon waren 1032 Deutsche und 152 Polen (994 Protestanten, 190 Katholiken und 3 Juden).
Bis zum Ende des Ersten Weltkriegs gehörte Rothenburg zum Kreis Bomst, Regierungsbezirk Posen, der preußischen Provinz Posen des Deutschen Reichs. Nach Kriegsende fiel Rothenburg gemäß den Bestimmungen des Versailler Vertrags 1920 an Polen. 1934 verlor der Ort die Stadtrechte.

## Demographie
| Jahr | Einwohnerzahl | Anmerkungen |
| ---- | ------------- | --- |
| 1800 | 470           | in 89 Wohngebäuden, 72 Juden |
| 1803 | 453           | [ 5 ] |
| 1816 | 585           | nach anderen Angaben 585 Einwohner, davon 482 Evangelische, 19 Katholiken, 84 Juden                                                                             |
| 1821 | 577           | in 94 Privatwohnhäusern |
| 1837 | 688           | [ 4 ] |
| 1843 | 784           | [ 4 ] |
| 1858 | 879           | [ 4 ] |
| 1861 | 850           | [ 4 ] |
| 1867 | 913           | am 3. Dezember |
| 1871 | 897           | deutsche Einwohner, darunter 840 Evangelische, 50 Katholiken, zehn Juden; nach anderen Angaben 897 Einwohner, davon 860 Evangelische, 33 Katholiken, vier Juden |
| 1885 | 1078          | [ 9 ] |
| 1905 | 1187          | meist Evangelische: nach anderen Angaben 1187 Einwohner, davon 994 Evangelische, 190 Katholiken und drei Juden (1032 Deutsche und 152 Polen).                   |
| 1910 | 1172          | [ 10 ] |

## Persönlichkeiten
- Florian Andrzejewski (1950–1989), Radrennfahrer